# شهدة
الشهدة (بالإنجليزية: kerion)‏ مرض فطري يصيب الإنسان ويتوضع على فروة الرأس.

## الأعراض
تبدأ ببقع محمرة على فروة الرأس وعليها بثرات، حيث تجتمع مع بعضها لتشكل قرصاً ملتهباً يرتفع قلبلاً عن سطح الرأس قطره عدة سنتمترات، وتزول الأشعار عن الشهدة وتنزُ قيحاً، تتضخم العقد اللمفية المجاورة، يستمر وجود الشهدة لفترة من الزمن ثم تتراجع وتترك ندبة في مكانها.
وقد يظهرأكثر من قرص واحد عند الطفل المصاب بالشهدة.
قد يتم تشخيصها خطئاً على أنها قوباء.

## العامل الممرض
الفطور الحيوانية وهي: البويغاء الكلبية والشعروية الذقنية والثؤلولية

## آلية الانتقال
تنتقل بالتماس مع الحيوانات التي تحمل الفطر كالقطط والكلاب والخيول والعجول.

## العلاج
• مضادات الفطريات خارجية الاستعمال مثل مركبات الايميدازول.
•الغريزوفولفين داخلي الاستعمال
•الستيروئيدات بجرعات صغيرة للتخفيف من شدة الالتهاب.